# Le Tech
Le Tech là một xã trong tỉnh Pyrénées-Orientales, vùng Occitanie phía nam nước Pháp. Xã Le Tech nằm ở khu vực có độ cao trung bình 520 mét trên mực nước biển.

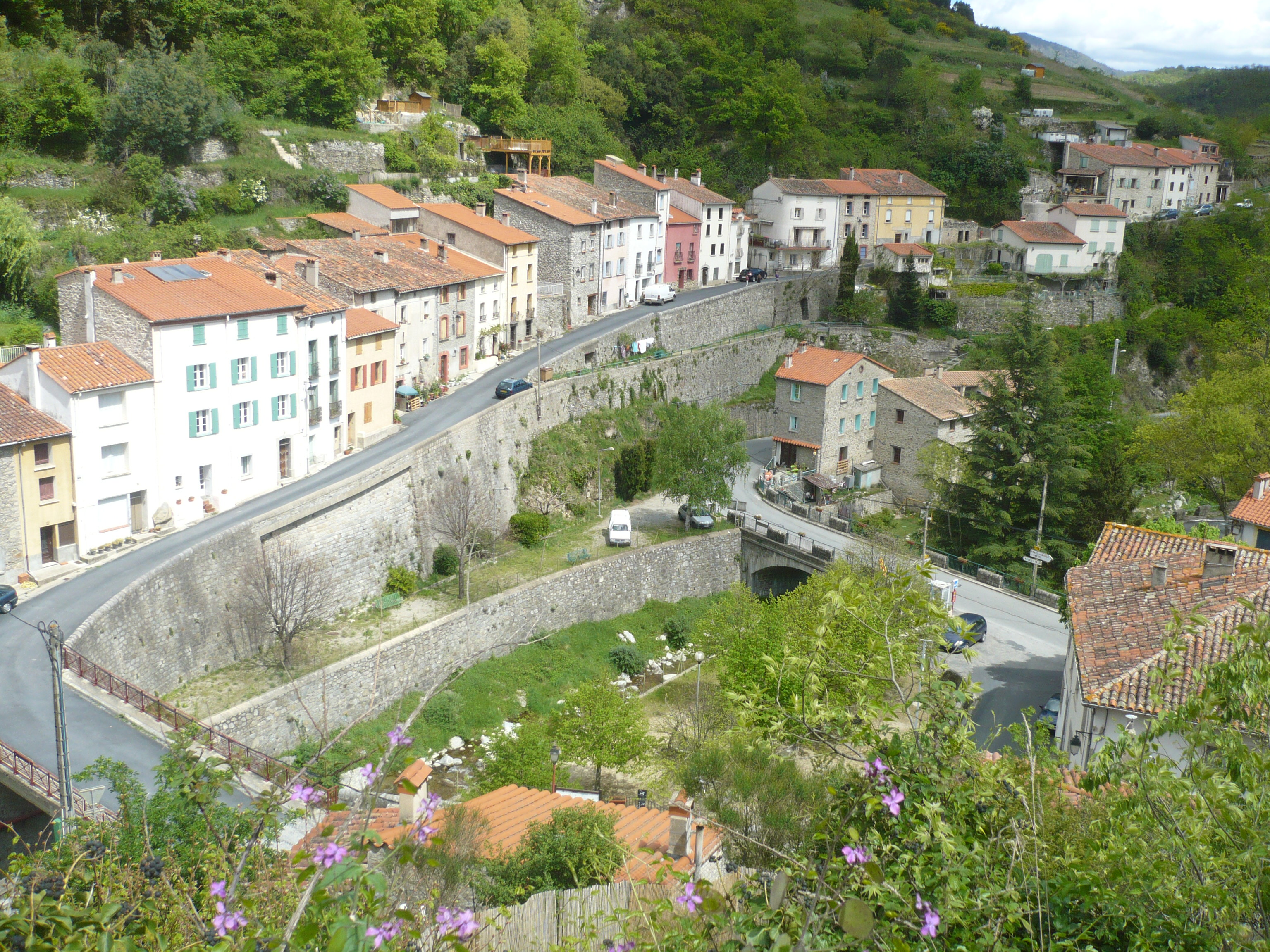
Le Tech